# Хобарт, Роуз
Роуз Хобарт (англ. Rose Hobart, 1 мая 1906 — 29 августа 2000) — американская актриса.

## Биография
Роуз родилась в Нью-Йорке 1 мая 1906 года Её отец был виолончелистом в Нью-Йоркском симфоническом оркестре. Актёрскую карьеру она начала в 15 лет на театральной сцене. Наиболее известной её театральной ролью стала Грация в постановке «Смерть берёт выходной» в 1929 году
В кино Роуз дебютировала в 1930 году Годом позже она, наряду с Фредриком Марчем и Мириам Хопкинс, снялась в фильме «Доктор Джекилл и мистер Хайд», где сыграла Мюриэль, невестку доктора Джекилла. В 1931 году Роуз снялась в фильме «Восточное Борнео», где её заметил художник-сюрреалист Джозеф Корнелл. Он был очарован актрисой и на основе этого фильма, предварительно вырезав из него все кадры, где не было Роуз, выкрасив негативы в синий цвет и при этом замедлив показ, создал в 1936 году свой собственный фильм под названием «Роуз Хобарт».
Последний раз в кино Роуз снялась в 1949 году в фильме «Невеста мести». В 1950-х годах она попала в «Чёрный список» Голливуда и после чего на больших экранах она больше не появлялась. В 1960-е и в 1970-е годы Роуз снялась в небольших ролях в нескольких телевизионных сериалах.
В 1994 году Роуз опубликовала автобиографию «Устойчивое отклонение в фиксированную точку». 29 августа 2000 года в возрасте 94 лет Роуз Хобарт умерла в доме актёров в Вудленд-Хиллз, Калифорния.

## Избранная фильмография
- Дочь фермера (1947) — Вирджиния Тэтчер
- Конфликт (1945) — Кэтрин Мэйсон
- Самое странное дело Криминального доктора (1943) — Диана Бёрнс
- Новый ассистент доктора Джиллиспе (1942) — Миссис Блэк
- Леди, будьте лучше (1941) — Миссис Картер Вардли
- Девушки Зигфилда (1941) — Миссис Фрэнк Мэртон
- Сьюзен и бог (1940) — Айрин
- Башня смерти (1939) — Энн Нэвилл
- Доктор Джекил и мистер Хайд (1931) — Мюриэль Кэрью